# Wilhelm Grünhagen
Wilhelm Grünhagen (* 20. Dezember 1915 in Hameln; † 12. Februar 1993) war ein deutscher Klassischer Archäologe.

## Leben
Wilhelm Grünhagen studierte an der Universität Halle Klassische Archäologie, Alte Geschichte, Altphilologie und Kunstgeschichte. Er wurde 1939 mit einer Dissertation zum Schatzfund von Großbodungen promoviert. Seit 1945 war er erster hauptamtlicher Kustos der Antikensammlung der Universität Erlangen. In Erlangen wurde er auch 1953 habilitiert, 1964 zum außerplanmäßigen Professor, 1981 zum Honorarprofessor ernannt.
Seit November 1954 war Grünhagen Referent an der Abteilung Madrid des Deutschen Archäologischen Instituts, im Oktober 1959 wurde er deren 2. Direktor. Ab 1956 leitete er die Ausgrabungen von Munigua. Zum 1. Juni 1961 wurde er 1. Direktor bei der Zentrale des Deutschen Archäologischen Instituts in Berlin. Von November 1971 bis zur Pensionierung 1980 war er 1. Direktor der Abteilung Madrid des Deutschen Archäologischen Instituts.

## Schriften
- Archäologisches Institut der Universität Erlangen. Antike Originalarbeiten der Kunstsammlung des Instituts. Nürnberg 1948.
- Der Schatzfund von Gross Bodungen (= Römisch-germanische Forschungen. Band 21). Berlin 1954 (Digitalisat).
- Abteilung Madrid. In: Beiträge zur Geschichte des Deutschen Archäologischen Instituts 1929 bis 1979, Teil 1 (= Das Deutsche Archäologische Institut, Geschichte und Dokumente. Band 3). Zabern, Mainz 1979, ISBN 3-8053-0396-3, S. 117–165.